# Druckstau
Ein Druckstaueffekt tritt auf, wenn Schall an einem Hindernis reflektiert wird und sich mit der eigenen Reflexion überlagert. Das führt zu einer örtlich begrenzten Anhebung des Schalldruckpegels zu hohen Frequenzen hin. 

## Allgemein

Max. Druckstau bei frontalem Schalleinfall

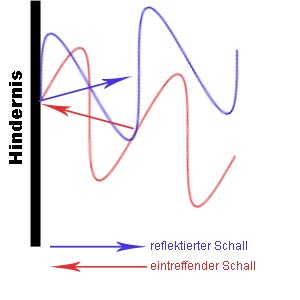
Geringerer Druckstau bei schrägem Schalleinfall

Ein Druckstau tritt immer dann auf, wenn Schall auf ein Hindernis trifft, das größer als die Wellenlänge (Lambda λ) des Schallsignals ist. Als Voraussetzung für ein Maximum an Druckstau muss die Oberfläche des Hindernisses planeben und starr sein. Eine Nachgiebigkeit der Oberfläche verursacht Phasenunterschiede in der Reflexion und damit ggf. eine Modulation eintreffender Wellenzüge unterschiedlicher Frequenzen untereinander. Eine Rauhigkeit der Oberfläche erzeugt eine Streuung des Schalls, ähnlich dem des schrägen Einfalls, ggf. ohne Pegelerhöhung.

Der Schall wird bei geradem Einfall an planen und starren Oberflächen gleichphasig reflektiert und man erhält dicht vor dem Hindernis eine maximale Erhöhung des Schalldruckpegels um 6 dB, da sich die Amplituden des einfallenden und reflektierenden Schalls gleichphasig (kohärent) addieren; siehe obere Abbildung.
Die Frequenz, ab welcher der Druckstau eintritt, ist von der Größe des Hindernisses abhängig.

Sie berechnet sich wie folgt:

Frequenz f, Einheit: Hz = Schallgeschwindigkeit c, Einheit: m/s / Größe des Hindernisses d, Einheit: m
Hier einmal ein Beispiel bei 20 °C (Schallgeschwindigkeit bei 20 °C ist 343 m/s) und einem Hindernis von d = 30 cm Größe:
{\displaystyle f=c/d\,}
{\displaystyle f=343/0{,}30\,}
{\displaystyle f=1143\ {Hz}\,}
Somit ist der maximale Druckstau ab einer Frequenz von 1143 Hz erreicht und es kommt für alle Frequenzen oberhalb dieser Frequenz zu einer Verdopplung des Schalldrucks, was einem Anstieg des Schalldruckpegels um 6 dB entspricht.
Wenn der Schall schräg einfällt (untere Abbildung), wird er in eine andere Richtung reflektiert und der Druckstau wird geringer; der Druckstau tritt also auch auf, wenn der Schall nicht im rechten Winkel zum Hindernis einfällt.

## Auftreten des Druckstaus
folgende Bedingungen gelten:
- Hörbarer Druckstau (ca. + 3 dB) ab: λ = 4 × Hindernis/Membrandurchmesser
- max. Druckstau (+6 dB): λ = Hindernis/Membrandurchmesser

Erklärung: Eine Welle erreicht bereits bei λ/4 ihre maximale Amplitude. Daher sind Hindernisse ab dieser Größenordnung für Reflexionen relevant. Sobald das Hindernis größer ist als λ, wird die Welle (bei einer idealen schallharten Oberfläche) vollständig reflektiert. Bei noch größeren Hindernissen erhöht sich der Druckstau nicht weiter, der Schallschatten hinter dem Hindernis nimmt aber zu.
Ganz genau betrachtet gibt es nach Jörg Wuttke einen Einschwingvorgang des Druckstaus, der ohne Bedämpfung zu einem Pegelanstig von 10 dB bei λ = Membrandurchmesser führt und sich erst langsam auf den Mittelwert von +6 dB einpendelt. Bei guten Mikrofonen wird dieser Einschwingvorgang bedämpft.
siehe auch Druckmikrofon, Grenzflächenmikrofon, Druckstaueffekt und Flächenabhängigkeit

## Verwendung des Druckstaus in der Tontechnik

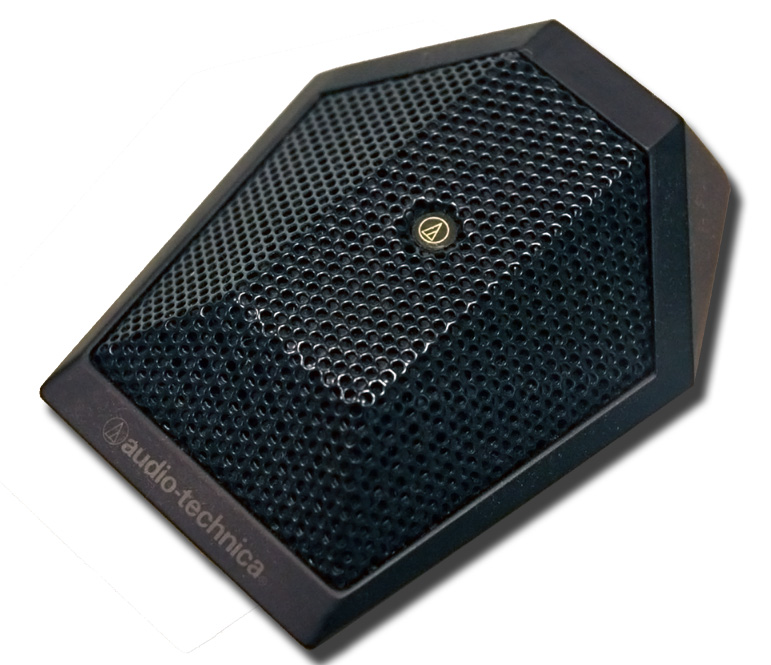
Grenzflächenmikrofon

Ein Druckstau tritt bei allen Mikrofonen des Typs Druckempfänger auf. Hier ist das Hindernis die Mikrofonkapsel mit der Membran. Je größer der Kapseldurchmesser d, desto tiefer liegt die Grenzfrequenz {\displaystyle f_{c}} des Druckstaueffektes bei gegebener Schallgeschwindigkeit c:
{\displaystyle f_{c}={\frac {c}{d}}}
Der Druckstaueffekt wird bei Druckmikrofonen manchmal akustisch oder elektrisch kompensiert, da er nicht immer erwünscht ist – was mit Freifeldentzerrung bezeichnet wird.
Eine gezielte Nutzung des Effekts ermöglicht die Sonderbauform des Grenzflächenmikrofons.
Hier baut man die kleine Mikrofonkapsel membranflächenbündig in ein flaches Gehäuse ein, das dann an eine Begrenzungsfläche (Fußboden, Wand, …) gelegt wird.
 
Somit wird das Prinzip des Druckstaus beim Druckempfänger (Mikrofon mit Kugelcharakteristik) durch Einbau in eine große Fläche zu tiefen Frequenzen hin erweitert.
Dieses findet unter anderem Verwendung in der Bass-Trommel, Bassinstrumenten, Flügelaufnahme, Sprachaufnahme, Theater, Stereoaufnahmen (z. B. Grenzflächen in AB-Aufstellung).
Ein Druckstau ist häufig in Diskotheken oder kleineren Clubs wahrzunehmen, wenn man zum Beispiel von der Tanzfläche zu einer dem Lautsprecher gegenüberliegenden Wand geht. Dort ist der Bass der Anlage deutlich lauter. Hier ist das Hindernis (die Wand) so groß, dass der Druckstau auch deutlich bei tiefen Frequenzen auftritt.